# Shaanxi KJ-200
El Shaanxy KJ-200 (chino: 空警-200; pinyin: Kōngjǐng Liǎngbǎi; literalmente: "Airwarn-200") nombre de informe de la OTAN: Moth o Y-8 Balance Beam system, es un programa de alerta temprana y control aerotransportado (AEW & C) desarrollado por Shaanxi Aircraft Corporation. (KJ es de los primeros caracteres de la ortografía Pinyin de 空警, (Kōng Jǐng), abreviatura de 空中预警 (Kōng Zhōng Yù Jǐng), que significa Alerta Temprana Aerotransportada).

## Diseño y desarrollo
China trabajó en la construcción de su propio avión AEW&C desde la década de 1960, con bastante poco éxito. En 1997 China compró un A-50 a Rusia que Israel modificaría, mediante la instalación de un radar Phalcon AEW. La administración Clinton no veía con buenos ojos la venta de radares comparables a los de los AWACS estadounidenses y en julio de 2000 el gobierno israelí canceló el trato con China. China respondió con la puesta en marcha de un programa para desarrollar un radar y la investigación se encargó al Nanjing Research Institute of Electronic Technology. China diversificó su investigación, creando hasta cinco tipos diferentes de modelos. Un país como EE. UU. tiene sólo dos, el Grumman E-2 Hawkeye y el Boeing E-3 Sentry.
Uno de estos aviones que finalmente vieron la luz fue el KJ-200, o Y-8W, equipado con un radar AESA que tiene sus antenas montadas en un contenedor en forma de canoa sobre el fuselaje,. Al ser una configuración inusual pero similar a la del Saab 340 AEW&C con sistema de radar Ericsson Erieye algunos especularon con espionaje industrial o cooperación encubierta. Cinco KJ-200 sirven con la fuerza aérea y seis con la aviación naval.
El componente clave de este avión es un sistema de radar AESA, visualmente similar al sistema Saab Erieye, montado en puntales sobre el fuselaje trasero, así como cúpulas de sensores ventrales. La plataforma de este avión está basada en el Shaanxi Y-8F-600 y se ha informado que se han incorporado turbohélices Pratt & Whitney Canada PW150B y aviónica Honeywell.
El diseñador general del KJ-200 es Ouyang Shaoxiu (欧阳绍修), el mismo diseñador general del Y-8. Según Ouyang, el KJ-200 ha sido modificado significativamente (alrededor del 80%) del Y-8 original.  incluyendo la adopción de una cabina de cristal.
El KJ-200 permitió a China contar con un avión de alerta temprana, mientras en paralelo se trabajaba en lo que acabó siendo el KJ-2000. Aunque inferior al KJ-2000 el Y-8W ofrece varias ventajas: más económico,capaz de operar en pistas en zonas remotas e islas y empleado para investigar el uso operacional de los AWACS. Con la base de las lecciones aprendidas, China creó posteriormente el avión KJ-500 de alerta temprana y control aerotransportados (AEW&C)

## Operadores
República Popular China
- Fuerza Aérea del Ejército Popular de Liberación - 5 KJ-200
- Armada del Ejército Popular de Liberación - 6 KJ-200H

## Historia operacional
El proyecto experimentó un gran revés en 2006, cuando un KJ-200 se estrelló contra una montaña en el condado de Guangde mientras se sometía a pruebas.
Durante el desfile militar del Día Nacional de la República Popular China el 1 de octubre de 2009, un KJ-200 tomó el papel de avión líder.
En febrero de 2017, un Lockheed P-3 Orion de la Marina de los Estados Unidos y un KJ-200 se acercaron inadvertidamente sobre el Mar del Sur de China. Los aviones estaban a 1.000 pies (300 metros) uno del otro.